# الدوري الإنجليزي لكرة القدم 1925–26
الدوري الإنجليزي لكرة القدم 1925–26 (بالإنجليزية: 1925–26 Football League)‏ هو موسم من دوري كرة القدم الإنجليزي. فاز فيه هدرسفيلد تاون.